# De sex napoleonbysterna
De sex napoleonbysterna (engelska: The Adventure of the Six Napoleons) är en av Sir Arthur Conan Doyles 56 noveller om detektiven Sherlock Holmes. Det är en av 13 noveller i novellsamlingen "The Return of Sherlock Holmes". 

## Handling

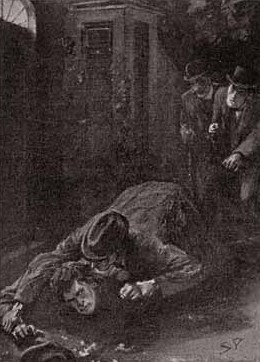
Beppo fångas.

Kommissarie Lestrade berättar, vad som verkar vara, ett trivialt problem för Holmes. Det handlar om någon som slår sönder gipsbyster föreställande Napoleon. Inbrott har begåtts och sammanlagt tre "napoleonbyster" har stulits och krossats. Inget annat har försvunnit från eller förstörts på brottsplatserna. Holmes fokuserar på att de tre bysterna knyts samman av det faktum att de alla kommer från samma gjutform. Han anser inte, som Lestrade, att det är någon med en fixering som begått brotten, utan att det finns en annan förklaring. Holmes förstår, på grund av att förövaren krossat en byst under en lyktstolpe, att förövaren velat se vad som fanns inuti. Varför skulle han annars behöva ljus för att krossa en byst?
Nästa dag har ytterligare en byst krossats, men nu har även ett mord begåtts. Den döde har ett fotografi som Holmes lyckas identifiera som Beppo, en italiensk immigrant. Den döde mannen identifieras också. Pietro Venucci - en maffiamedlem. Maffian är ute efter Beppo som - i självförsvar - bragt mannen om livet.
Holmes besöker ett gipsgjuteri,  Gelder & Co, där Beppo arbetat. Han får där reda på att sex napoleonbyster gjorts i samma omgång. Han får också reda på att bysterna inte är speciella på något sätt och att direktören för företaget inte ser någon anledning som helst att stjäla och förstöra dem.
Holmes bjuder in Lestrade och doktor Watson till en adress i Chiswick där han förväntar sig ytterligare en bystkrossning. Beppo dyker mycket riktigt upp, bryter sig in och krossar en napoleonbyst. Beppo grips, men vägrar prata. 
Holmes lyckas köpa till sig den sjätte och sista napoleonbysten och krossar den och finner "Borgias svarta pärla" - en pärla som varit försvunnen sedan en tid. Den som misstänktes för stölden hette Lucretia Venucci och var syster till mannen som Beppo dödat.
På något sätt måste Beppo ha tagit pärlan från Pietro Venucci och gömt den i en napoleonbyst. Han blev sedan fängslad för ett mindre brott och när han kom ut hade han spårat köparna av bysterna, en efter en, för att leta reda på pärlan.

## Filmatisering
Novellen har filmatiserats 1986 med Jeremy Brett i huvudrollen.